# Jeff Duncan

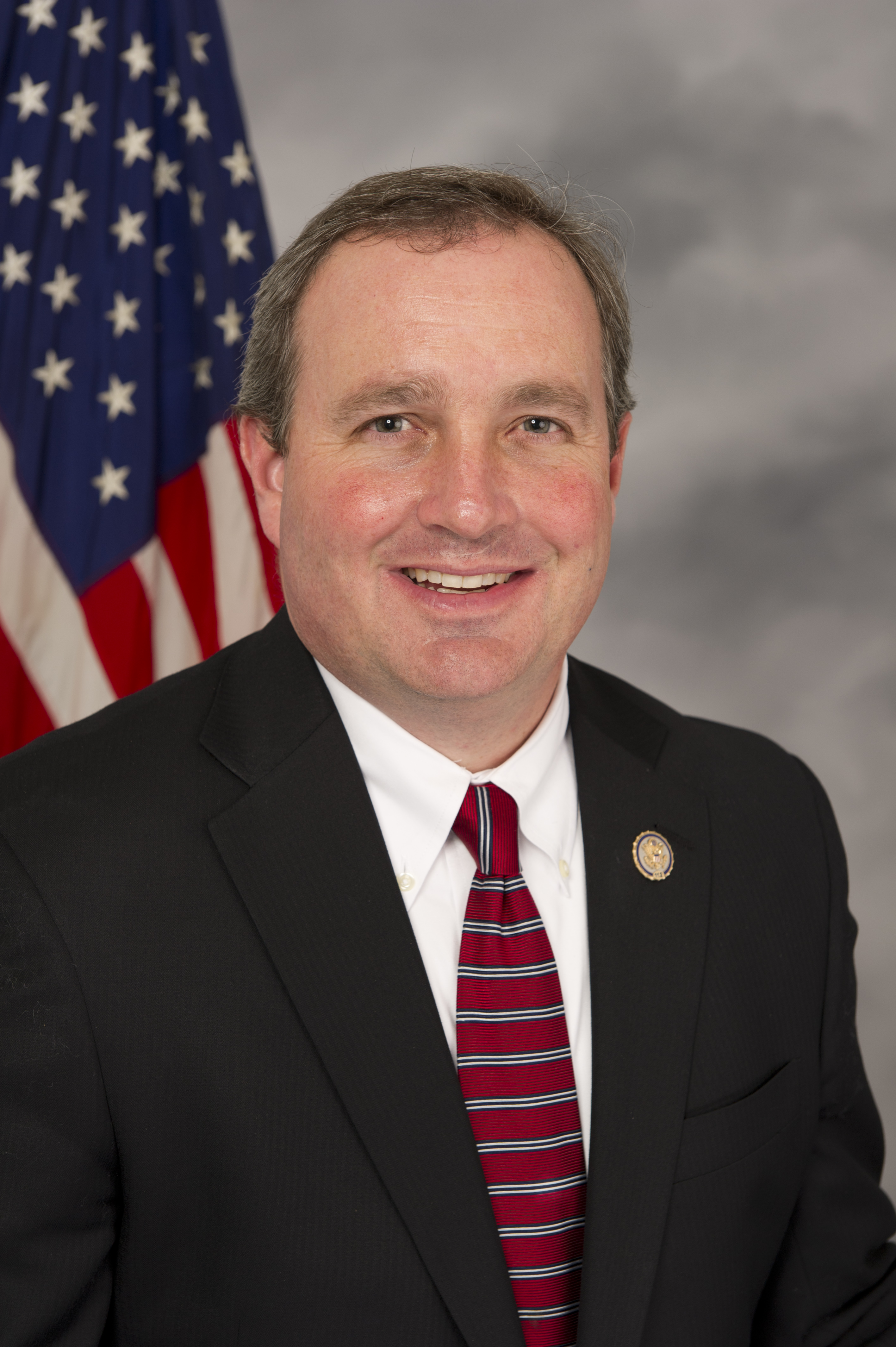
Jeff Duncan (2011)

Jeffrey „Jeff“ Darren Duncan (* 7. Januar 1966 in Greenville, South Carolina) ist ein US-amerikanischer Politiker der Republikanischen Partei. Von 2011 bis 2025 vertrat er den dritten Wahlbezirk des Bundesstaats South Carolina im US-Repräsentantenhaus.

## Leben
Jeff Duncan besuchte bis 1984 die Ware Shoals High School. Im Jahr 1988 absolvierte er die Clemson University; danach arbeitete er im Bankgewerbe und in der Immobilienbranche. Heute ist er Vorstandsvorsitzender der familieneigenen Firma J. Duncan Associates, die im Immobiliengeschäft tätig ist. 
Er ist mit seiner Frau Melody seit 30 Jahren verheiratet und hat drei Söhne.

## Politik
Politisch schloss er sich der Republikanischen Partei an. Zwischen 2002 und 2010 gehörte er dem Repräsentantenhaus von South Carolina an. Dort leitete er zeitweise einige Ausschüsse, unter anderem den Landwirtschaftsausschuss und den Umweltausschuss.
Bei den Kongresswahlen des Jahres 2010 wurde Duncan im dritten Wahlbezirk von South Carolina in das US-Repräsentantenhaus in Washington, D.C. gewählt, wo er am 3. Januar 2011 die Nachfolge von J. Gresham Barrett antrat. Dort ist bzw. war er Mitglied im Auswärtigen Ausschuss, im Ausschuss für Innere Sicherheit und im Ausschuss für natürliche Ressourcen sowie in sechs Unterausschüssen. Duncan gehörte auch dem der Tea-Party-Bewegung nahestehenden Tea Party Caucus und dem Republican Study Committee an. Nach sechs Wiederwahlen in den Jahren 2012 bis 2022 konnte er sein Amt vierzehn Jahre lang ausüben. Im Januar 2024 gab Duncan bekannt, bei der Wahl 2024 nicht erneut anzutreten. Seine Legislaturperiode im Repräsentantenhaus des 118. Kongresses lief bis zum 3. Januar 2025.
Im Mai 2013 legte Duncan einen Gesetzesentwurf vor, welcher vorsieht weniger Statistiken und Studien zu erstellen. Als Begründung meinte Duncan, dass der Staat durch das Sammeln von Daten mehr Macht über seine Bürger bekommt.